# ペン太の釣冒険DX
『ペン太の釣冒険DX』（ペンたのつりぼうけんDX、Penta no Tsuri Bōken DX）は、2003年5月7日にコナミから携帯電話用として発売された、けっきょく南極大冒険シリーズの釣りゲーム。